# Imathia
Imathia (græsk: Ημαθία  [imaˈθia]) er en af de regionale enheder i Grækenland. Den er en del af periferien Centralmakedonien i den græske region Makedonien. Hovedstaden i Imathia er byen Veroia.

## Administration
Imathia består af 3 kommuner. Disse er (nummer svarer til kortet i infoboksen):
- Alexandreia (2)
- Naousa (3)
- Veroia (1)

### Præfektur
Den regionale enhed Imathia blev dannet af det tidligere præfektur Imathia (græsk: Νομός Ημαθίας), som en del af Kallikratis regeringsreform i 2011. Præfekturet havde samme territorium som den nuværende regionale enhed. Samtidig blev kommunerne reorganiseret i henhold til nedenstående tabel.
| Ny kommune  | Gamle kommuner   | Administration |
| ----------- | ---------------- | -------------- |
| Alexandreia | Alexandreia      | Alexandreia    |
| Alexandreia | Antigonider      | Alexandreia    |
| Alexandreia | Meliki           | Alexandreia    |
| Alexandreia | Platy            | Alexandreia    |
| Naousa      | Naousa           | Naousa         |
| Naousa      | Anthemia         | Naousa         |
| Naousa      | Eirinoupoli      | Naousa         |
| Veroia      | Veroia           | Veroia         |
| Veroia      | Apostolos Pavlos | Veroia         |
| Veroia      | Vergina          | Veroia         |
| Veroia      | Dovras           | Veroia         |
| Veroia      | Makedonida       | Veroia         |

### Provinser
Det tidligere præfektur Imathia var opdelt i følgende provinser, men de har ikke haft nogen juridisk status siden 2006:
| Provinser i Imathia Prefecture | Sæde   |
| ------------------------------ | ------ |
| Imathia-provinsen              | Veroia |
| Naousa-provinsen               | Naousa |

## Geografi
Den nordøstlige del af Imathia, langs det nedre løb af floden Haliacmon, er en stor landbrugsslette kendt som Kampania eller Roumlouki. Området er kendt for produktion af frugtafgrøder, som ferskner og jordbær. En stor del af befolkningen bor på denne slette, hvor byerne Alexandreia og Veria ligger. Imathia har en kort kystlinje ved Thermaikos-bugten, omkring mundingen af Haliacmon. Den bjergrige vestlige del af Imathia er dækket af Vermio-bjergene og når 2.052 meter nær byen Naousa. Pierianbjergene strækker sig ind i den sydlige del af Imathia, syd for Haliacmon. Den regionale enhed grænser op til Pieria mod syd, Kozani mod vest, Pella mod nord og Thessaloniki mod øst. Imathia har et hovedsageligt middelhavsklima med varme, tørre somre og milde, våde vintre.

## Historie
Imathia blev opkaldt efter den historiske region Emathia, som blev brugt af flere klassiske forfattere som et synonym for Bottiaea eller endda for hele Makedonien. Vigtige gamle byer i det nuværende Imathia-område var Aegae og Beroea. Som en del af Makedonien-regionen blev det regeret af kongeriget Makedonien, det romerske imperium, det byzantinske imperium og fra tidligt i det 15. århundrede af det osmanniske imperium. I 1913 blev det, som et resultat af anden Balkan-krig, en del af Grækenland. Under og efter den græsk-tyrkiske krig (1919–1922) bosatte flere flygtninge fra Tyrkiet sig i Imathia. Oprindeligt var Imathia en del af præfekturet Thessaloniki, men blev etg selvstændigt præfektur i 1946, og Veroia blev valgt som hovedstad.